# Tucson
Tucson é a segunda cidade mais populosa do estado americano do Arizona, localizada no condado de Pima, do qual é sede. Foi fundada em 1775 e incorporada em 1877. Foi capital do Território do Arizona entre 1867 e 1889.
Com mais de 542 mil habitantes, de acordo com o censo nacional de 2020, é a 33ª cidade mais populosa do país.

## História
A cidade de Tucson está localizada no meio de uma zona de vestígios indígenas de cerca de 10 mil anos, e distingue-se por ser a região habitada mais antiga do hemisfério norte. A cidade fundou-se em 1775 com o nome de "Pueblo Viejo" (Povo Antigo) devido a seu antigo forte que antigamente delineava as fronteiras. Hoje é uma cidade madura e é reconhecida como uma das cidades com maior crescimento nos Estados Unidos.

## Geografia
De acordo com o Departamento do Censo dos Estados Unidos, a cidade tem uma área de 625 km², dos quais 624,2 km² estão cobertos por terra e 0,8 km² (0,1%) por água.
A cidade de Tucson localiza-se na parte sul do estado do Arizona, numa zona conhecida por Deserto de Sonora. A cidade fica num vale com cerca de 1 300 km² e está rodeada por cinco cordilheiras montanhosas, três das quais aproximam-se ou ultrapassam os 2 700 metros de altura.

### Clima
Tucson tem um clima desértico (Köppen Bwh ), com duas grandes estações, verão e inverno, além de Três Estações Menores: primavera, outono e a de monção. Tucson recebe mais precipitação que a maioria dos outros locais com climas desérticos, recebe cerca 299,7 milímetros de precipitação por ano, em outras palavras experimentam uma alta perda líquida de água. [32] um cenário semelhante é visto em Alice Springs , na Austrália, que recebe em media 279,4 mm por ano, mas tem também um clima desértico.
O clima é quente e ensolarado. É um fator que contribui para uma alta taxa de câncer de pele que mata três vezes mais do que no norte.
O verão é caracterizado por temperaturas durante a tarde de 38 ° C e durante a noite com as temperaturas entre 19 e 29 ° C, o início do verão é caracterizado pela baixa umidade e céu claro; E em meados do fim do verão são caracterizados pela maior umidade, céu nublado e chuvas freqüentes.
A monção pode começar em qualquer momento a partir de meados de junho até julho. Ele normalmente continua através de agosto e, por vezes, em setembro. Durante a monção , a umidade é muito maior que o resto do ano. Ela começa com nuvens do sul no início da tarde seguido por trovoadas e chuvas intensas, que pode causar enchentes. O clima no outono é muito parecido com a primavera: seco, com noites frias e dias quentes com as temperaturas acima de 38 ° C
O inverno em Tucson é leve em relação com outras partes dos Estados Unidos. Elevações entre 18 e 24 ° C, com baixas temperaturas durante a noite entre -1 ° C e 7.  Embora raro, a neve tem sido constante a cair em Tucson, geralmente uma leve camada que derrete logo. A queda de neve mais recente foi em  20 de fevereiro de 2013, quando 2 centimetros de neve cobriu a cidade, a maior queda de neve em anos.
O Início da primavera é caracterizado pela elevação gradual das temperaturas e varias semanas de flores silvestres que começam em meados de Fevereiro.
A temperatura máxima recorde foi de  46 ° C em 19 de junho de 1960, e 28 de julho de 1995, e a temperatura mínima recorde foram de - 14 ° C em 7 de Janeiro de 1913. Existe uma média de 150 dias por ano com máximas de 32 °. O ano mais chuvoso foi 1905, com  614 milímetros e o ano mais seco foi em 1924, com 129 mm. A maior  precipitação de um mês foi de 192 milímetros, em julho de 1984. A maior precipitação em 24 Horas foi de 106 mm em 1 de Outubro de 1983. Médias Anuais de Queda de neve é de 1,8 centímetros. A maior precipitação de neve em um ano foi de 18 cm, em 1987. A maior precipitação de  neve em um mês foi de 15 cm, em janeiro de 1898 e Março de 1922.
A estação chuvosa vai de Julho a Outubro.

## Demografia
Desde 1900, o crescimento populacional médio, a cada dez anos, é de 58,1%.

### Censo 2020
De acordo com o censo nacional de 2020, a sua população é de 542 629 habitantes e sua densidade populacional é de 869,4 hab/km². Seu crescimento populacional na última década foi de 4,3%, bem abaixo do crescimento estadual de 11,9%. É a segunda cidade mais populosa do estado e a 33ª mais populosa do país.
Possui 242 798 residências que resulta em uma densidade de 389 residências/km² e um aumento de 5,7% em relação ao censo anterior. Deste total, 8,0% das unidades habitacionais estão desocupadas. A média de ocupação é de 2,4 pessoas por residência.

### Censo 2010
Segundo o censo nacional de 2010, a sua população é de 520 116 habitantes, e sua densidade populacional é de 834 hab/km². Possui 229 762 residências, que resulta em uma densidade de 391,3 residências/km².

## Marcos históricos
O Registro Nacional de Lugares Históricos lista 165 marcos históricos em Tucson. Os primeiros marcos foram designados em 15 de outubro de 1966 e o mais recente em 26 de fevereiro de 2021, o Broadmoor Historic District. Existem apenas dois Marco Histórico Nacional na cidade.

## Cidades irmãs
- Guadalajara (México) , México
- Nouakchott , Mauritânia